# Eustala orina
Eustala orina là một loài nhện trong họ Araneidae.
Loài này thuộc chi Eustala. Eustala orina được Ralph Vary Chamberlin miêu tả năm 1916.